# Martigny
Martigny je město ve švýcarském kantonu Valais. Leží na řece Rhôně v převážně frankofonní části kantonu; je sídlem stejnojmenného okresu. Žije zde přibližně 18 tisíc obyvatel.

## Geografie

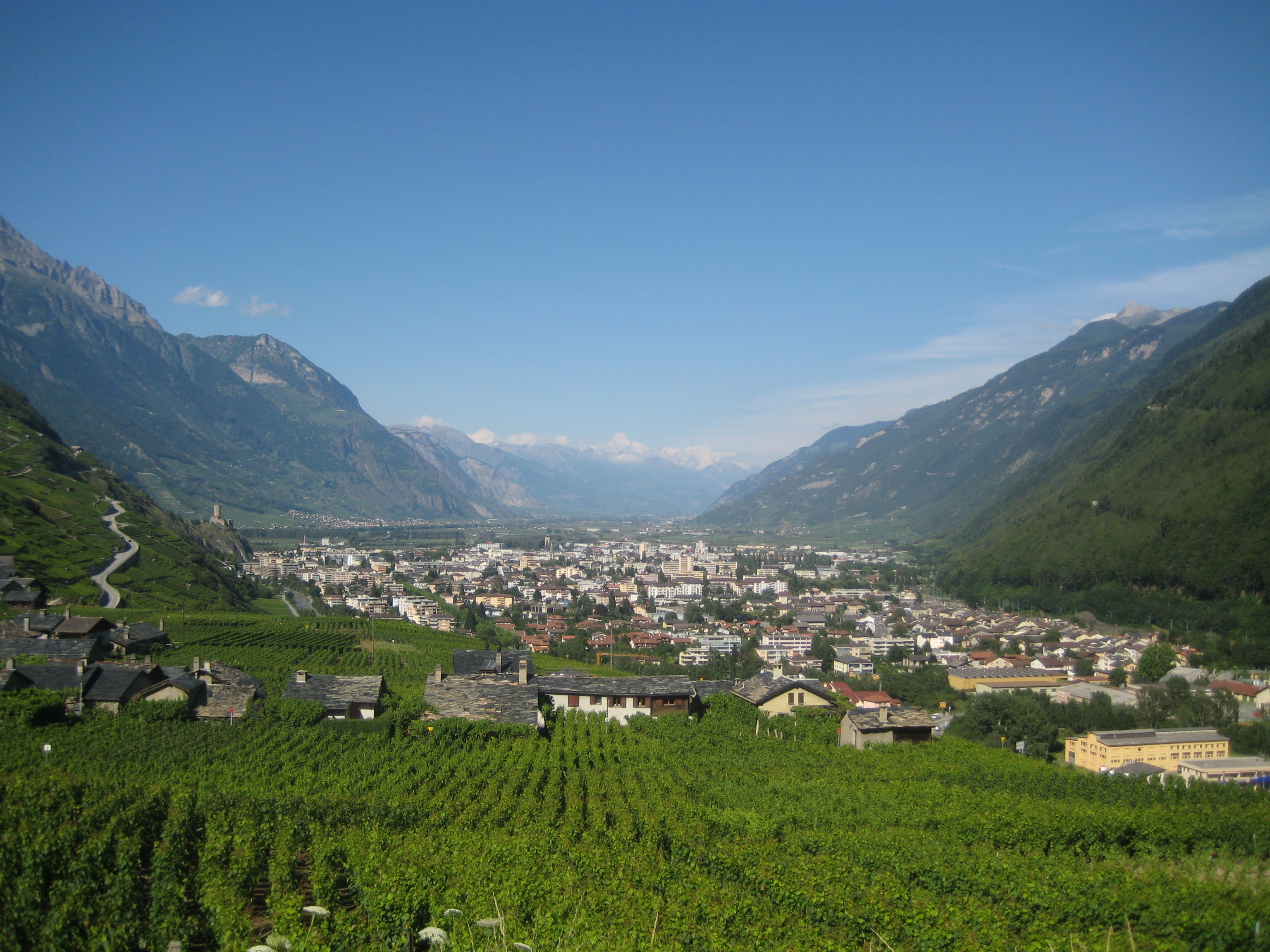
Pohled na město

Město Martigny se nachází ve francouzsky mluvícím dolním Valais v rovině řeky Rhôny a na dolním toku řeky Dranse, která se severně od města vlévá do Rhôny. Městská část je na jihovýchodě ohraničena pohořím Mont Chemin a na západě strmými svahy Mont d’Ottan pod vrcholem Roc Blanc. Na severu sleduje městská hranice koryto řeky, která se táhne po pravé straně údolí na ohybu Rhôny podél horského masivu Sé Carro. Níže po proudu řeky zahrnuje oblast od Martigny rovinu až k říčce Trient, přítoku Rhôny. Západně od Martigny leží Savojské Alpy, severně Bernské Alpy a východně a na jihu se rozkládají Walliské Alpy
Obec se skládá z následujících částí:
- Martigny-Ville (475 m n. m.), na dně údolí.
- Martigny-Bourg (486 m n. m.), při vstupu do údolí Val de Bagnes.
- La Bâtiaz, na levém břehu řeky Dranse pod hradem La Bâtiaz
- Charrat, vesnice pět kilometrů severovýchodně od osady, která se od obce Martigny oddělila v roce 1836 a v roce 2001 se s ní opět spojila.

Martigny-Combe, ležící na levém břehu řeky Dranse, se rovněž oddělila od obce Martigny v roce 1841 a od té doby tvoří vlastní obec. V této sousední obci se nachází většina vinic Martigny a vysokohorské pastviny Bovine a Arpille.
Na severním úpatí hory Mont Chemin vede na pole severovýchodně od města zavlažovací kanál. Kdysi bažinatá rovina Rhôny je odvodňována systémem četných kanálů. Hlavním kanálem, Canal du Syndicat, prochází část hranice města se sousední obcí Fully. V blízkosti řeky Rhôny nebyly některé plochy odvodněny a byly obdělávány. Rybníky a mokřady, stejně jako vybagrovaná jezera v bývalých štěrkovnách, jsou jedinými většími vodními plochami v údolí Rhôny mezi přírodními rezervacemi Poutafontana u Sierre a Les Grangettes u Ženevského jezera. Přírodní rezervace le Verney má mimo jiné funkci odpočinkového místa pro stěhovavé ptáky.

## Historie

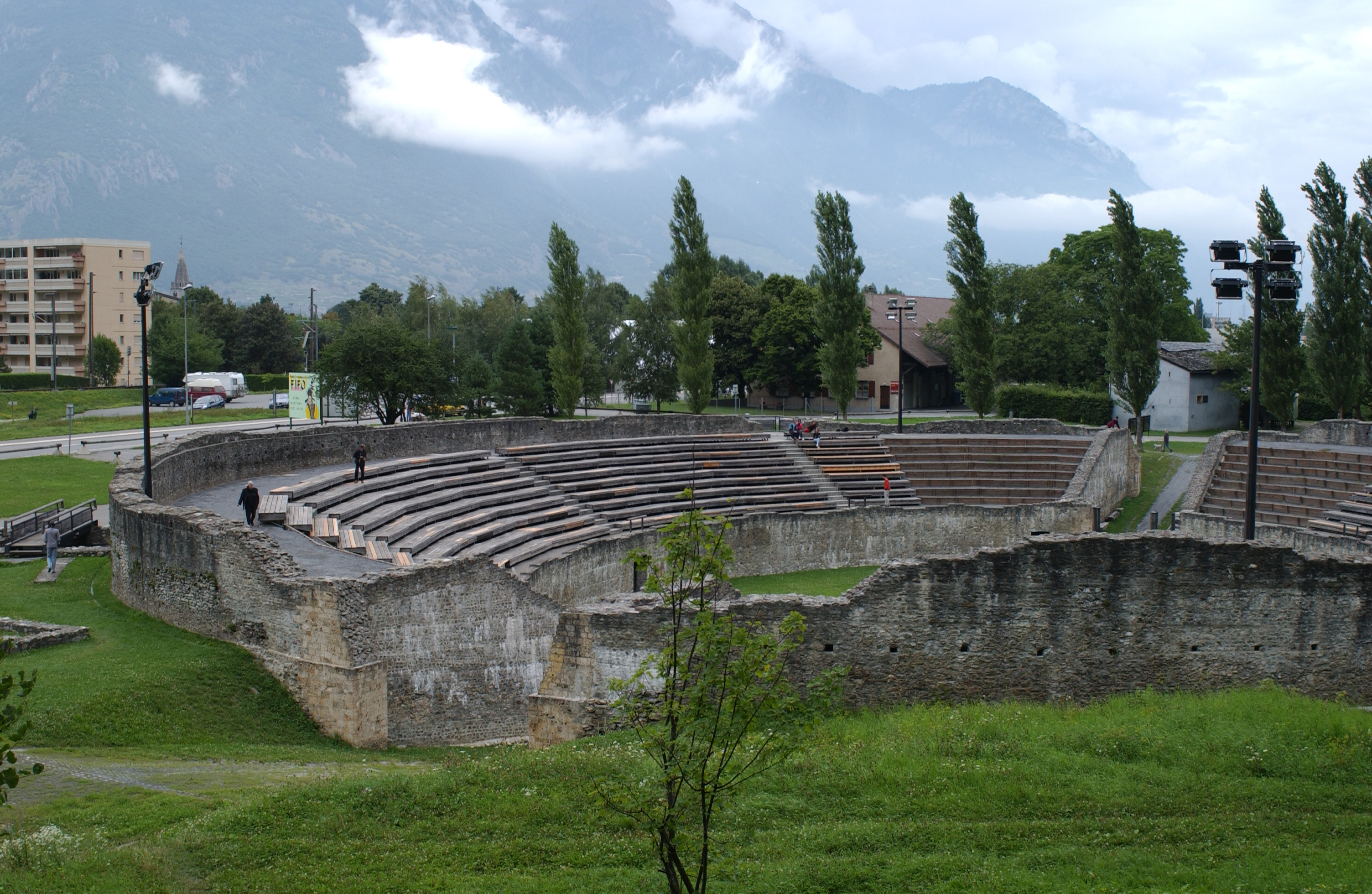
Románský amfiteátr v Martigny

Martigny založili Keltové, kteří zde postavili oppidum. Později místo obsadili Římané, kteří zde vystavěli město Forum Claudii Vallensium s řadou budov. Vicus Octodurus (nebo Octodurum) je poprvé zmíněn ve spisu Bellum Gallicum Julia Caesara v souvislosti s bitvou u Octodura v roce 57 př. n. l. („in vico Veragrorum, qui appellatur Octodurus“). V roce 47 n. l., v době římské, se místo oficiálně nazývalo Forum Claudii Augusti nebo Forum Claudii Vallensium, ale od roku 280 je z pramenů opět doložen původní název. První zmínka o současném názvu Martigny pochází z roku 1058 (usque Martiniacum).
Octodurus je keltský název, který nebyl s jistotou objasněn; pravděpodobně znamená „osm bran“. Forum Claudius Augusti/Vallensium vzdává hold římskému císaři Claudiovi, který povýšil oblast dnešního Valais na vlastní provincii Vallis Poenina. Změna názvu z Octodurus na Martiniacum se vysvětluje opuštěním antického města na konci 4. století a přesídlením obyvatelstva do mladší osady v sousedství. Nový název se vrací k latinskému osobnímu jménu Martinius v kombinaci s keltskou příponou -akos, -acum a znamená „s lidmi Martina“, tedy odkazuje na majitele pozemků z pozdní antiky.
Od konce 4. století až do roku 585 sídlili v Octoduru první biskupové z Valais, předchůdci sionských biskupů. Zbytky nejstarší biskupské katedrály se dochovaly pod podlahou městského kostela. Ve středověku patřilo město k biskupskému kastelánství Martigny, které se v roce 1351 dostalo pod ochranu savojského rodu. Poté, co sedm desátků horního Valais v roce 1475 dobylo dolní Valais, připojilo Martigny k okrsku Saint-Maurice. Díky privilegiím uděleným biskupem ze Sionu a savojskými hrabaty si obyvatelé mohli sami volit místní orgány.

Letecký pohled (1949)

V roce 1800 prošel městem Napoleon Bonaparte s francouzskou armádou směrem na Itálii. V letech 1840–1847 bylo město centrem konfliktu mezi liberály a konzervativci; první z nich, hnutí „Mladé Švýcarsko“, bylo v roce 1844 poraženo v bitvě u Trenta, která se odehrála nedaleko Martigny. Dosudje Martigny baštou Svobodné demokratické strany ve většinově konzervativním kantonu Valais.
Dnešní obec Martigny vznikla v průběhu několika rozdělení a dalších fúzí. V roce 1835 se osamostatnila obec Martigny-Ville, v roce 1836 obec Charrat, v roce 1841 následovaly obce Martigny-Bourg a Martigny-Combe, v roce 1845 se od ní oddělila obec La Bâtiaz a v letech 1899/1900 obec Trient. V roce 1956 se Martigny-Ville a La Bâtiaz sloučily v novou obec Martigny-Ville, která se zase v roce 1964 spojila s Martigny-Bourg a vytvořila současnou obec Martigny. V roce 2021 se k Martigny připojila obec Charrat.

## Obyvatelstvo
| Rok            | 1850 | 1900 | 1950 | 1970   | 2000   | 2010   | 2012   | 2014   | 2016   |
| Počet obyvatel | 2545 | 3550 | 5915 | 10 478 | 14 361 | 16 143 | 16 897 | 17 342 | 17 998 |

## Hospodářství
Město Martigny je regionálním centrem dolního Valais s mnoha podniky služeb. V širokém okolí obce se nachází několik zemědělských zón; no rovině podél Rhôny převládá ovocnářství, západně od města se nachází vinice. Na horských svazích na jihu a západě roviny má Martigny rozsáhlé lesní plochy. V náplavové rovině se nacházejí oblasti štěrkoven s lomovými jezírky, které mají ekologický význam pro faunu.
V Martigny se každoročně koná kantonální veletrh Foire du Valais na výstavišti na jihovýchodě města.

## Doprava

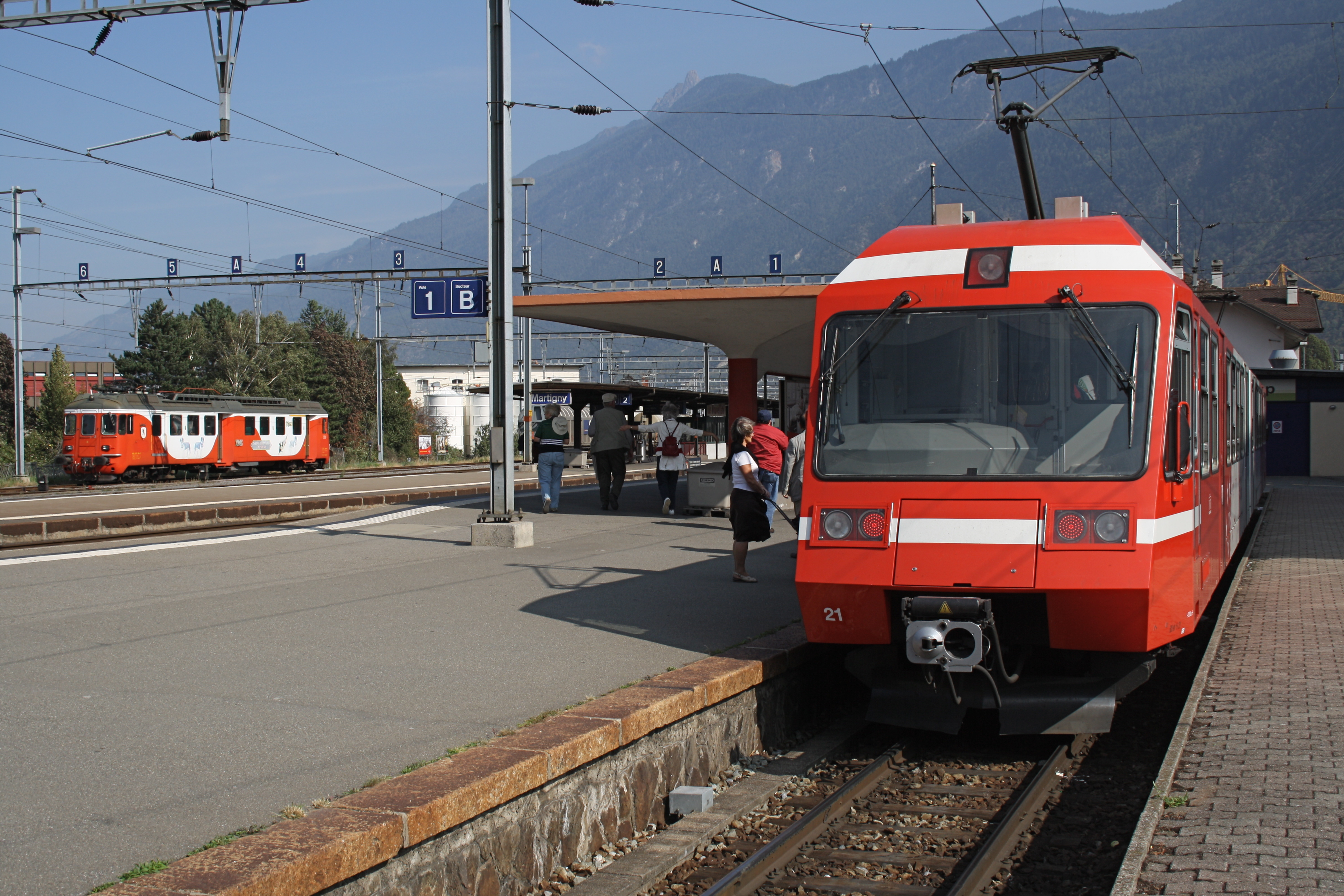
Regionální vlaky ve stanici Martigny

Martigny je dopravním uzlem silniční a železniční sítě. Odbočuje zde obchvat A21 z dálnice A9 do italské Aosty a přes průsmyk Col de la Forclaz do francouzského Chamonix-Mont-Blanc.
Město leží na železniční trati Lausanne–Brig (Simplonská dráha). Společnost Transports de Martigny et Régions (TMR) provozuje železniční tratě do Orsières, Le Châble a Le Châtelard (směrem na Chamonix, Francie).

## Pamětihodnosti

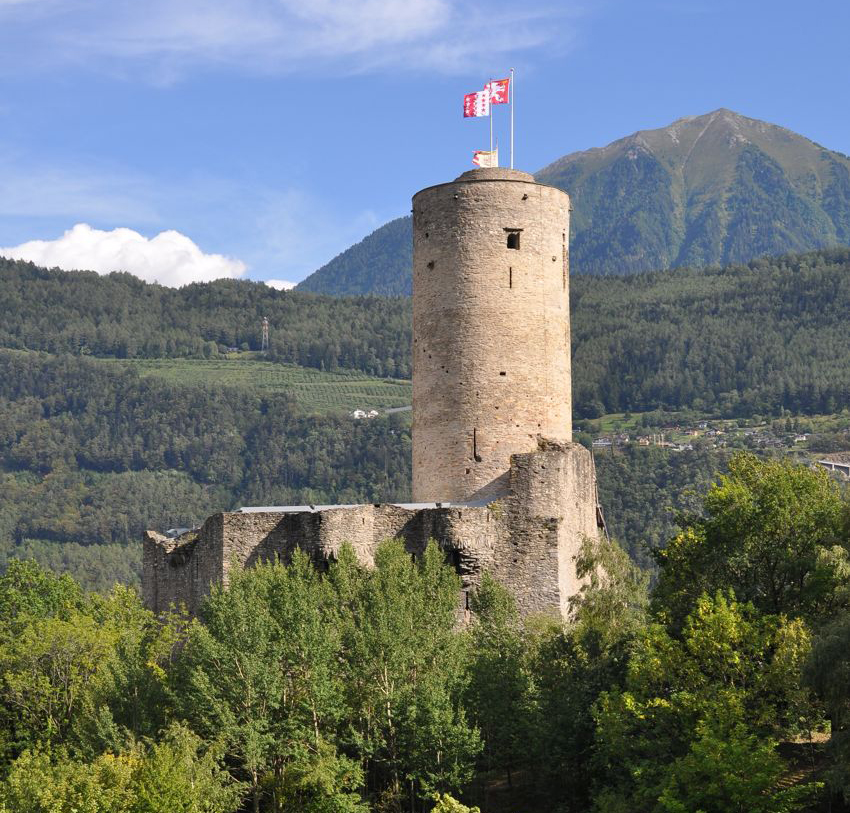
Hrad La Batiaz

Dominantou města je hrad La Batiaz z 13. století. K významným památkám náleží mariánský kostel Notre Dame des Champs z poloviny 17. století nebo kostel Notre Dame de Compassion založený na konci 16. století. Na jihovýchodním konci města jsou dochované zbytky římských staveb, základy chrámu a amfiteátr pro 6 tisíc diváků.

## Osobnosti
- Marcel Lefebvre (1905–1991), francouzský arcibiskup
- Michel Darbellay (1934–2014), švýcarský horolezec
- Stéphane Lambiel (* 1985), švýcarský krasobruslař